# Mattersburger Schnellstraße
Droga ekspresowa S4 (Mattersburger Schnellstraße) – droga ekspresowa w Austrii, w kraju związkoym Dolna Austria i Burgenland, o długości 17 km. Łączy autostradę A2 i Wiener Neustadt z Mattersburgiem.